# ボンシュテッテン (シュヴァーベン)
ボンシュテッテン (ドイツ語: Bonstetten) は、ドイツ連邦共和国バイエルン州シュヴァーベン行政管区のアウクスブルク郡に属す町村（以下、本項では便宜上「町」と記述する）である。この町はヴェルデン行政共同体に属している。

## 地理
ボンシュテッテンはアウクスブルクの北西約 20 km に位置している。アウクスブルク＝ヴェストリヘ・ヴェルダー自然公園中央部、ラウグナタールのシュタウファースベルクの南斜面にあり、濃密な森の中にある（町域の 45 % が森で覆われている）。ボンシュテッテンの他にゲマインデタイル（地理上の地区）は存在しない。

## 歴史
アウクスブルク司教ハインリヒ2世の統治時代（1040年 - 1063年）から、Bonestetten のいくつかの土地を譲渡した記録が遺されている。この記録は司教が亡くなる直前（1063年）のものとされている。これは当時シュヴァーベン公領に属していたこの村の最初の文献記録である。
1231年にベネディクト会の聖ウルリヒおよびアフラ修道院がボンシュテッテンの守護権を獲得した。この修道院とシトー会オーバーシェーネンフェルト修道院が12世紀および13世紀から1803年に世俗化されるまで土地領主として影響力を持っていた。これは現在の町の紋章にも、金のクローバー型十字（聖ウルリヒおよびアフラ修道院）と白-赤の市松模様の斜め帯（オーバーシェーネンフェルト修道院）という形で反映されている。16世紀までボンシュテッテンの土地の大部分と裁判権は聖ウルリヒおよびアフラ修道院が掌握していた。残りの小さな部分には、オーバーシェーネンフェルト修道院の他にアウクスブルク聖堂参事会、聖十字架修道院、アウクスブルクの施療院が所領を有していたが、最後に挙げた三者の所有権は1612年までに両修道院のものとなった。この頃ボンシュテッテンの高権はブルガウ辺境伯が有していた。聖ウルリヒおよびアフラ修道院とオーバーシェーネンフェルト修道院はそれぞれ代官を置き、酒場を経営していた。これは世俗化まで存続していた。
帝国代表者会議主要決議に伴う世俗化により、1803年にボンシュテッテンはバイエルン選帝侯領となり、ラントゲリヒト・ツースマールハウゼンに編入された。
ボンシュテッテンは1862年から1929年までベツィルクスアムト・ツースマールハウゼン（ツースマールハウゼン管区）、1929年からベツィルクスアムト・アウクスブルク（アウクスブルク管区）に属した。アウクスブルク管区は、1939年からラントクライス・アウクスブルク（アウクスブルク郡）と改称された。
近代の歴史には、特に、かつての純粋な農民の集落から、近郊レジャー地を有する人気の住宅地への移行が反映されている。

## 住民
1840年から1939年までこの町の人口は400人前後でほぼ一定であったとバイエルン州統計局は報告している。アウクスブルク司教区の記録では1850年の人口は、67戸、378人とされており、同じ文書の1599年の記録でも戸数は64戸との記述がある。
1939年から1950年までの間に人口は、約1.5倍の600人近くにまで増加した。これはおそらく多くの避難民が流入したためであった。その後1950年代に一旦475人にまで減少したが、1961年から継続的な増加が始まり、それが現在まで続いている。1970年に571人となり1950年の水準をほぼ回復し、そのわずか17年後にはボンシュテッテンの人口は939人となった。2011年には1,216人、2021年の公式な人口は1,573人であった。
1988年から2018年までの間にこの町の人口は、968人から1,404人まで、436人、約 45 % 増加した。
| 年   | 人口（人） |
| ---- | ---------- |
| 1840 | 366        |
| 1850 | 378        |
| 1871 | 376        |
| 1900 | 383        |
| 1925 | 401        |
| 1939 | 404        |
| 1950 | 583        |
| 1961 | 475        |
| 1970 | 571        |
| 1987 | 939        |
| 2011 | 1,216      |
| 2015 | 1,331      |
| 2020 | 1,530      |

### 宗教
この町の住民の多くはローマ＝カトリックを信仰している。1987年5月25日の住民調査では、744人のカトリック信者がこの町に住んでおり、2011年5月9日の Zensus調査ではその数は835人であった。同じ時期の総人口は増加が著しかったため（939人から1,216人）、カトリック信者が占める割合は 79.2 % から 68.7 % に減少した。同じ時期の福音主義＝ルター派のキリスト教徒は、126人と122人で、割合では 13.4 % と 10.0 % にあたる。2011年には人口の約 80 % が二大キリスト教会のいずれかに属していた。
ローマ＝カトリック教会の中心となっているのが、教区教会の聖シュテファン教会である。福音主義＝ルター派信者は、ツースマールハウゼンに本部を置く広域のディアスポラ共同体ツースマールハウゼン＝アーデルスリート＝ディンケルシェルベン＝ヴェルデンに属している。最寄りの教会は隣町のアーデルスリートにある。

## 行政

### 首長
1996年からアントン・グライヒ (CSU) が町長を務めている。彼は2020年3月15日の町長選挙で、2人の対立候補を相手に 50.8 % の支持票を獲得してさらに6年の任期を獲得した。

### 議会
ボンシュテッテンの町議会は12議席からなり、これに町長が加わる。

### 紋章
図柄: 黒地。銀と赤の2列の市松模様の斜め帯。その両側にそれぞれ金のクローバー型十字。
紋章の由来: この町の紋章の、黒地に「シトー会の帯」と呼ばれる市松模様の斜め帯はシトー会オーバーシェーネンフェルト修道院が土地領主であった事を、また、クローバー型十字はベネディクト会聖ウルリヒおよびアフラ修道院が領主であったことを想起させる。アウクスブルクのベネディクト会聖ウルリヒおよびアフラ修道院は12世紀から寄進や購入によりこの周辺の土地を所有していた。オーバーシェーネンフェルト修道院は、1266年にブルグント辺境伯の一門出身者アルベルト・フォン・フィレンバッハからボンシュテッテンのかなりの土地を入手した。

## 経済と社会資本

### 交通
この町は連邦アウトバーン8号シュトゥットガルト - ミュンヘン線沿いに位置している（アーデルスリート・インターチェンジ）。
その他の道路:
- 郡道 A5号線（アーデルスリート - ヘレツリート）
- 州道 2032号線（アウクスブルク - ヴェルティンゲン）

以下の遊歩道、自転車道が通っている:
- 「ルント・ウム・ボンシュテッテン」（ボンシュテッテン周辺、6.5 km）
- 「ゲオロギシャー・レール・ウント・ラントシャフツプファート」（地質学学習・景観路、5.3 km）
- 「ラントアート・クンストプファート」（ランドアート・芸術の路、5.7 km）
- 「ツーア・ガングホーファーヒュッテ」（ガングホーファーヒュッテへの道、2.7 km）
- 広域遊歩道「テュルクハイムからヴェルティンゲンへのLueg ins Land」 (91.5 km) へつながる多くの小径
- ノイゼス＝ヴェルデン自転車道は、1986年に廃線となった鉄道アウクスブルク - ヴェルデン線の旧軌道を利用している。